# Krzekoszewo
Krzekoszewo (niem. Louisenhof, Luisenhof) – osada popegeerowska w Polsce położona w województwie zachodniopomorskim, w powiecie sławieńskim, w gminie Malechowo.
W latach 1975–1998 wieś położona była w województwie koszalińskim.